# Linarita
La linarita es un mineral del grupo de los sulfatos. Es un hidroxisulfato de plomo y cobre. Este bello mineral se observa en grupos de racimos de pequeños cristales o en costras de un color azul intenso muy característico.
A menudo confundido por su color con la azurita, se les distingue fácilmente porque la linarita no reacciona del todo con ácido clorhídrico.
Descubierto en 1822, se le puso nombre en 1839 por la localidad tipo en la que se descubrió, en Linares, provincia de Jaén (España).

## Ambiente de formación
Es un mineral secundario muy poco común que se encuentra en la zona superficial de oxidación de depósitos de minerales del plomo como la galena o la calcopirita, siendo normal que esté asociado a ambas así como a malaquita y cerusita.

## Localización y extracción
Los cristales más bellos, de hasta 10 cm de longitud, proceden de Arizona (Estados Unidos), aunque también abundan en otras partes de Estados Unidos, en Namibia y en la Sierra de Capillitas (Argentina). En España se encuentra en Linares, Zamora y Cartagena.
Es tan escaso que no se extrae comercialmente, pero el color es tan intenso y bello que hace que este mineral sea muy buscado para el coleccionismo.